# Lala Sukuna
Ratú Sir Josefa Lalabalavu Vana’ali’ali Sukuna (abreviado Lala Sukuna) KCMG KBE (22 de abril de 1888 - 30 de mayo de 1958) fue jefe, erudito, soldado y estadista de Fiyi. Se le considera el precursor del liderazgo posterior a la independencia de Fiyi. Sentó las bases del autogobierno fomentando el desarrollo de instituciones modernas en Fiyi, y aunque murió doce años antes de que se lograra la independencia Fiyi del Reino Unido en 1970, su visión marcó el rumbo que Fiyi debía seguir en los años subsiguientes.

## Linaje
Sukuna nació en una familia de importancia en Bau, isla de Viti Levu, la isla más grande del archipiélago de Fiyi. Su padre, Ratú Joni Madraiwiwi, era hijo del noble y líder rebelde Bauan Ratú Mara Kapaiwai. Su madre fue Litiana Moapa, hija de Ratú Tevita Uluilakeba I. Sukuna se inscribió en el registro Vola ni Kawa Bula  como miembro del mataqali Matailakeba, el mataqali Gran Jefe de Lau, lo cual pudo hacer porque su madre era hermana del Tui Nayau, jefe principal de la provincia.
Después de incorporarse a la Oficina de Auditoría como empleado en su juventud, Ratú Madraiwiwi fue ascendiendo constantemente en la función pública, estableciendo conexiones que más tarde resultarían decisivas en la vida de su hijo. La madre de Ratú Sukuna, Adi Litiana Maopa, era hermana del Tui Nayau, Ratú Alifereti Finau Ulukalala (Alto Jefe de Lau) y padre de Ratú Tevita Uluilakeba III [quien a su vez fue el padre de Ratú Sir Kamisese Mara ]
Por su parte, Ratú Mara Kapaiwai nació en 1815, hijo de Ratú Vuibureta y Adi Mere Veisaca . Ratú Vuibureta fue el sexto hijo de Ratú Banuve Baleivavalagi, el tercer Vunivalu de Bau de 1770 a 1803 y Adi Ufia de Lakeba.
A lo largo de su vida, Ratú Sukuna fue considerado un aspirante creíble al título de Tui Viti.
Aunque no se le concedió un título de jefe de Bau, su lugar de nacimiento, Ratú Sukuna fue instalado como el segundo Tui Lau en 1938 tras el proceso tradicional de consulta entre Yavusa Vuanirewa y el respaldo de Tui Nayau.

## Primeros años de vida
Aunque Sukuna era un indígena de Fiyi, su padre lo matriculó en la Escuela India Wairuku en la provincia de Ra, fundada en 1898 por Pandit Badri Maharaj, quien más tarde sirvió de 1917 a 1929 como el primer miembro indo-fiyiano del Consejo Legislativo de Fiyi (precursor del Parlamento de Fiyi). Uno de los profesores de la escuela fue el reverendo Charles Andrew, un clérigo anglicano educado en Oxford que se había convertido al catolicismo romano y vuelto al anglicanismo, antes de zarpar hacia el campo misionero en Fiyi. Decidido a que Sukuna recibiera la mejor educación posible, su padre hizo arreglos para que recibiera clases privadas de Andrew. Era un maestro estricto, y en ocasiones azotaba a Sukuna durante su educación.
Sukuna demostró ser capaz de aprender y dominar el idioma inglés como segunda lengua y fue enviado a la prestigiosa Escuela universitaria de Wanganui en Whanganui, Nueva Zelanda. Demostró ser un alumno brillante, era un gran polemista, jugaba rugby y cricket y se convirtió en campeón de boxeo de Wanganui Collegiate.
Sukuna esperaba permanecer en Nueva Zelanda para obtener un título universitario, pero su fuente de fondos se agotó y se vio obligado a regresar a Fiyi, donde, en 1907, se incorporó a la administración pública como empleado de quinta clase. Sin embargo, su excelente dominio del inglés aseguró su rápido ascenso y en poco tiempo fue elevado a traductor principal del gobierno. En 1909 fue invitado por su tío, Ratú Alfred Finau Ulukalala, a regresar a las islas Lau para convertirse en maestro asistente de la Escuela Provincial Lau en Lakeba. A la edad de 21 años fungió como examinador visitante en la escuela Queen Victoria y en la escuela pública Levuka. En Lakeba, Sukuna formó lo que sería otra relación clave en su vida, con el joven director inglés Arthur Maurice Hocart .

## Servicio militar
Las conexiones cultivadas por el padre de Sukuna a lo largo de su carrera resultaron decisivas para Ratú Sukuna. Hasta la fecha, ningún fiyiano se había graduado en una universidad y la administración colonial británica no estaba dispuesta a fomentar la educación superior para los nativos. Sin embargo, Ratú Madraiwiwi conocía personalmente al gobernador colonial, Sir Francis Henry May, y en 1911 le pidió que su hijo estudiara en una universidad británica con el argumento de que había aprobado los exámenes de matriculación en la Wanganui Collegiate School. La influencia de Sir May persuadió al Secretario Colonial británico, a regañadientes, a conceder a Sukuna una licencia de un año de sus responsabilidades en Fiyi en 1913 para estudiar historia en Wadham College de Oxford. Las limitaciones financieras le habían impedido hacer realidad su sueño de obtener una licenciatura en Derecho de cuatro años en Cambridge .

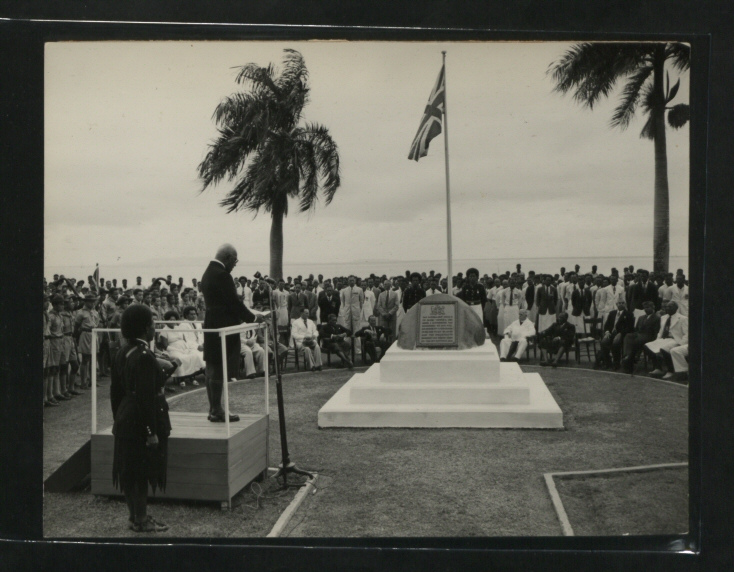
Ratú Sukuna en Suva para el 80 aniversario de la firma de la Escritura de Cesión.

Ratú Sukuna tuvo poco tiempo para dedicarse a sus estudios por el estallido de la Primera Guerra Mundial y Sukuna solicitó alistarse en el ejército británico . El gobierno británico, sin embargo, negaba el alistamiento a los fiyianos, política racionalizada por el deseo de evitar explotar a los nativos. Creyendo que los fiyianos nunca se ganarían el respeto de sus gobernantes británicos sin demostrar su valía en el campo de batalla, Sukuna se alistó en la Legión Extranjera Francesa. Resultó herido a finales de 1915 y obligado a regresar a Fiyi. Sin embargo, regresó a Francia al año siguiente con el Destacamento de Transporte Nativo, un contingente recién formado que ayudaba al ejército británico. Por su servicio en tiempos de guerra, Ratú Sukuna recibió la Cruz de Guerra.
Ratú Sukuna, ahora héroe de guerra, no tuvo dificultades para recaudar fondos para retornar a Oxford. A finales de 1918 se graduó con un título en Historia, abreviado para los militares que regresaban. Se trasladó al Middle Temple de Londres y en 1921 se había graduado con una licenciatura y un doctorado en Derecho como barrister. Se convirtió así en el primer iTaukei en recibir un título universitario.

## Vida política
Luego de fallecer su padre en 1920, Sukuna tuvo que regresar a Fiyi para ocupar su lugar como jefe del mataqali o clan. Trajo consigo una isulu hecha a medida, una falda usada por los hombres, que se convirtió en la vestimenta nacional de Fiyi. Fue comisionado como asistente principal de la Comisión de Tierras Nativas en 1922, y una década más tarde estuvo destacado en Lomaloma, y también en la isla de Lakeba en las islas Lau, como comisionado de distrito y provincial. El mismo año, fue nombrado miembro del Consejo Legislativo para representar al pueblo de Fiyi en una era donde los miembros no europeos eran nombrados, en lugar de elegidos. En este cargo, Sukuna asistió a la coronación del rey Jorge VI y la reina Isabel en Londres en 1937.
En 1938, Sukuna fue instalado como Tui Lau (Protector de los tonganos de Sawana en Vanuabalavu), un título de jefe superior en las islas Lau que había estado vacante durante varios años. En muchos aspectos, esto formalizó lo que durante mucho tiempo había sido una realidad tácita, que él era el jefe más influyente de Fiyi, a pesar de la antigüedad de la que disfrutaban otros jefes. La educación de Sukuna complementó su linaje: era descendiente de la realeza de Fiyi y Lauan, y ningún otro jefe tenía un título universitario. Sin embargo, fue gracias a su arduo trabajo que ganó el respeto de su pueblo. Viajando de pueblo en pueblo, Sukuna llevó sus preocupaciones a las autoridades coloniales. En 1940, regresó a Suva como Comisionado de Reservas de Tierras Nativas. Ese año se le concedió el orden CBE. En 1942 se dedicó a reclutar a hombres de Fiyi para suplir la Segunda Guerra Mundial. El gobierno británico había revertido completamente su postura anterior de no permitir que los nativos se alistaran, y el batallón de Fiyi luchó con distinción, comandado por Ratú Edward Cakobau (un pariente de Sukuna). Los fijianos habían comenzado a ganarse el respeto de las autoridades británicas y, después de la guerra, comenzaron a tomar medidas para fomentar el autogobierno en Fiyi.
Uno de los mayores logros de Ratú Sukuna fue su papel en el establecimiento de la Junta de Fideicomiso de Tierras Nativas. La mayor parte de la tierra de Fiyi era propiedad de los mataqali, o clanes, pero la trabajaban los agricultores indofiyianos. Previo a 1940, cada clan negociaba individualmente los términos del arrendamiento de la tierra a quienes la cultivaban, lo que resultó en una amplia variación de los términos de arrendamiento. Como la mayoría de las propiedades eran pequeñas, pocos mataqali pudieron desarrollar sus parcelas en gran medida. El entonces gobernador colonial, Sir Arthur Gordon, propuso establecer un organismo central para mantener la tierra en fideicomiso y arrendarla a agricultores dispuestos en términos que serían uniformes en todo el territorio. La necesidad apremiante de la época era proporcionar tierras a una creciente población de agricultores indoFiyianos, sin expropiarlas de sus propietarios fijianos. Ya en 1933, Ratú Sukuna había reconocido este problema y había solicitado intervención al Gran Consejo de Jefes, sNative Land Trust Board surgió como una solución.
Sin embargo, persuadir al resto de los mataqali para que aceptaran el plan no fue nada fácil. Se pedía a los terratenientes que renunciaran al control de sus tierras y confiaran su administración a una autoridad central que actuaría tanto a favor del interés nacional, así como el de los propietarios. Casi sin ayuda de nadie, Ratú Sukuna se dedicó a explicar la propuesta a todos los mataqali del país. Sukuna lleva la propuesta personalmente y a pie a las comunidades de Viti Levu y Vanua Levu, construyendo gradualmente un consenso a favor del plan. Finalmente, después de un largo y vigoroso debate, el Gran Consejo de Jefes aprobó el plan en lo que Sir Philip Mitchell, el entonces Gobernador, describió como "uno de los mayores actos de fe y confianza en la historia colonial". Al propio Ratú Sukuna se le asignó la tarea de examinar cada propiedad de tierra y decidir qué porción debería reservarse para las necesidades presentes y futuras del respectivo mataqali, y qué porción debería ponerse a disposición para arrendamiento.
Sukuna fue asignado como Secretario de Asuntos de Fiyi. En 1944, restableció la Junta de Regulaciones Nativas, que más tarde pasó a llamarse Junta de Asuntos de Fiyi. Luego, en 1950, fue nombrado asesor de la delegación británica en el Cuarto Comité en Lake Success. Dijo que si bien el autogobierno era efectivamente el objetivo en el Pacífico Sur, tendría que ser de un tipo que la población local pudiera entender y trabajar a la mano.
Sukuna fue asignado Comandante de la Excelentísima Orden del Imperio Británico en 1939 y recibió el título de caballero en 1946, en reconocimiento a sus servicios a Fiyi a favor de la corona. Cuando la reina Isabel II visitó Fiyi en 1953, otorgó a Ratú Sir Lala el honor de Caballero Comandante de la Orden de San Miguel y San Jorge. Fue nombrado luego como primer portavoz político nativo del Consejo Legislativo en 1954. Aunque sólo fue elegido parcialmente y tenía pocos poderes dentro del moderno Parlamento de Fiyi, el Consejo Legislativo proporcionó un lugar para que los futuros líderes de Fiyi adquirieran experiencia en el funcionamiento del gobierno. En 1956, Ratú Sukuna alentó la formación del primer partido político de Fiyi, la Asociación de Fiyi, bajo el liderazgo de Ratú Edward Cakobau .

## Legado
Ratú Sir Lala Sukuna contrajo matrimonio dos veces, primero con Maraia Vosawale (1903-1956) en 1928, y luego con Maca Likutabua (1934-2000) en septiembre de 1957,  ocho meses antes de su fallecimiento. Ninguno de los matrimonios produjo hijos, y su sucesor como Tui Lau fue su sobrino, Ratú Kamisese Mara. Adi Alani Sovanatabua (esposa de Ratú Kinivilame Pai Dimuri, de Naseakula, Macuata) fue la única hija de Ratú Sir Lala Sukuna como resultado de una relación de facto con Roko Melaia Lutukivuya, hija de Roko Jone Liwaki, hermano a su vez de Ratú Alifeeti Finau Ulukalala. Ratú Sukuna reconoció a Adi Sovanatabua como su hija. Roko Melaia Lutukivuya era prima hermana de Ratú Tevita Uluilakeba III y tía de Ratú Sir Kamisese Mara .
Ratú Sukuna murió de camino a Inglaterra en el barco Arcadia, el 30 de mayo de 1958. Fue enterrado en Vatanitawake, Sau Tabu en Tubou, Lakeba junto a grandes líderes de Lau.
Aunque no vivió para ver a Fiyi obtener su independencia en 1970, desempeñó un papel prominente en los años previos a la independencia y al establecimiento de un estado en Fiyi. Su papel personal no sólo fue decisivo, sino que también fue mentor de varios de los hombres que desempeñarían papeles fundamentales en los años posteriores a la independencia. Su sobrino, Ratú Sir Kamisese Mara, se convirtió en una figura mundial como el primer Primer Ministro de Fiyi y luego sirvió como Presidente; Ratú Sir Edward Cakobau sirvió durante muchos años como ministro del gabinete y su primo, Ratú Sir George Cakobau, se convirtió en el jefe de Estado de facto del país como su primer Gobernador General nativo; y Ratú Sir Penaia Ganilau se convirtió en el último Gobernador General del Dominio de Fiyi y el primer Presidente de la República de Fiyi. Los cuatro habían sido seleccionados personalmente por Ratú Sukuna para el liderazgo, asesorados por él y educados en el extranjero a sus expensas. Después de su muerte, muchos continuaron considerándolo su mentor y vieron la implementación de su visión como su responsabilidad sagrada. Incluso hoy, ahora que la antorcha ha pasado a una generación más joven, la mayoría de los políticos fiyianos, incluso los de la comunidad indofiyiana, se consideran herederos de su legado.